# Gerbeckites
Gerbeckites is een geslacht van uitgestorven kreeftachtigen uit de klasse van de Ostracoda (mosselkreeftjes).

## Soort
- Gerbeckites pomeranicus Zbikowska, 1983 †